# Jennifer Suhrová
Jennifer Lynn Suhrová, rozená Stuczynská (* 5. února 1982, Fredonia, New York) je bývalá americká atletka, olympijská vítězka a stříbrná olympijská medailistka ve skoku o tyči.

## Kariéra
Výrazný progres zaznamenala v roce 2006. Do této sezóny vstupovala s osobními rekordy 435 cm – hala a 420 cm pod širým nebem. Jejím nejlepším výsledkem v halové sezóně bylo překonání výšky 468 cm na mítinku v Ypsilantě. Až na 466 cm si postupně vylepšila osobní maximum také venku. Na světovém atletickém finále 2006 ve Stuttgartu obsadila výkonem 460 cm 3. místo.
Dne 20. května 2007 překonala v kalifornském Carsonu výšku 484 cm a 2. června zvítězila na mítinku v New Yorku výkonem 488 cm. Na světovém šampionátu v japonské Ósace ve finále skončila na 10. místě (450 cm). Na halovém MS 2008 ve Valencii vybojovala výkonem 475 cm stříbrnou medaili. Na pokusy prohrála jen s Jelenou Isinbajevovou, která výšku překonala napoprvé.
18. května 2008 v Carsonu překonala jako druhá žena v historii hranici 4 metrů a 90 centimetrů. Dne 6. července si na národním šampionátu v Eugene vylepšila hodnotu osobního maxima na 492 centimetrů a kvalifikovala se na Letní olympijské hry do Pekingu. Výše než ona několikrát skočila jen Ruska Jelena Isinbajevová, která drží světový rekord výkonem 506 cm od roku 2009. Na olympiádě v čínské metropoli potvrdila roli favoritky a vybojovala stříbrnou medaili, když napoprvé zdolala 480 cm.
Kvůli zdravotním problémům s Achillovou šlachou přišla o účast na Mistrovství světa v atletice 2009 v Berlíně. V roce 2011 potřetí v kariéře překonala laťku ve výšce 490 cm a vyšší, když na atletickém mítinku v Rochesteru skočila 491 cm. Na světovém šampionátu v jihokorejském Tegu skončila těsně pod stupni vítězů, na 4. místě, když zdolala napodruhé 470 cm. V témže roce obsadila druhé místo v diamantové lize. V posledních třech závodech získala 13 bodů a od celkové vítězky, Němky Silke Spiegelburgové ji dělil jediný bod.
Jeden z největších úspěchů své kariéry vybojovala v roce 2012 na Letních olympijských hrách v Londýně, kde se stala olympijskou vítězkou. Ve finále překonala stejně jako Yarisley Silvaová napodruhé 475 cm. Kubánka však měla horší technický zápis na předchozí výšce a získala stříbro. Bronzovou medaili vybojovala olympijská vítězka z Athén 2004 a Pekingu 2008 Jelena Isinbajevová, jež se musela spokojit s výškou 470 cm, kterou skočila napoprvé.

### Halový světový rekord
Dne 2. března 2013 na americkém šampionátu v Albuquerque v Novém Mexiku vytvořila výkonem 502 cm nový halový světový rekord. Po roce tak tehdy pokořila předchozí rekord Rusky Jeleny Isinbajevové, která 23. února 2012 ve Stockholmu zdolala 501 cm. Zároveň se stala druhou ženou v historii, která oficiálně a regulérně překonala pětimetrovou hranici.
O dva roky později, 30. ledna 2016, na mítinku v New Yorku svůj halový rekord ještě o 1 cm překonala a stanovila tak dosud platný rekordní výkon.

### Úspěchy
| Rok  | Závod                             | Místo                      | Umístění | Výkon  |
| ---- | --------------------------------- | -------------------------- | -------- | ------ |
| 2006 | Světové atletické finále          | Stuttgart, Německo         | 3.       | 4,60 m |
| 2007 | Mistrovství světa v atletice 2007 | Ósaka, Japonsko            | 10.      | 4,50 m |
| 2008 | Halové MS v atletice 2008         | Valencie, Španělsko        | 2.       | 4,75 m |
| 2008 | Letní olympijské hry 2008         | Peking, Čína               | 2.       | 4,80 m |
| 2011 | Mistrovství světa v atletice 2011 | Tegu, Jižní Korea          | 4.       | 4,70 m |
| 2012 | Letní olympijské hry 2012         | Londýn, Spojené království | 1.       | 4,75 m |
| 2013 | Mistrovství světa v atletice 2013 | Moskva, Rusko              | 2.       | 4,82 m |
| 2016 | Halové MS v atletice 2016         | Portland, USA              | 1.       | 4,90 m |

### Osobní rekordy
- hala – 503 cm – 30. ledna 2016, New York
- venku – 492 cm – 6. červenec 2008, Eugene

## Soukromý život
3. ledna 2010 se provdala za svého kouče Ricka Suhra.